# Zonorhynchus salinus
Zonorhynchus salinus är en plattmaskart som beskrevs av Tor Karling 1952. Zonorhynchus salinus ingår i släktet Zonorhynchus och familjen Cicerinidae. Arten är reproducerande i Sverige. Inga underarter finns listade i Catalogue of Life.